# هيئة استشارية
الهيئة الاستشارية أو الاستشارية المحلفين هي مجموعة المثبتة من قبل القاضي لتعطي له أو لها رأي في أثناء المحاكمة. على عكس هيئة المحلفين العادية، الاستشارية المحلفين الرأي غير ملزم، ويظل القاضي ويظل القاضي «المحكم النهائي للوقائع والقانون». في المحكمة الفيدرالية بالولايات المتحدة، يجوز لمحكمة استشارية أن تنظر في قضية «دعوى غير قابلة للتحقيق من قبل هيئة المحلفين». وعندما تتم محاكمة قضية في محكمة المقاطعة الفيدرالية مع هيئة محلفين استشارية، يجب أن تجد المحكمة الحقائق بشكل خاص وأن تذكر استنتاجاتها للقانون بشكل منفصل.

## التاريخ
استخدام هيئة محلفين استشارية مأخوذة من الممارسة التي تتبعها محكمة الديوان في القضايا الواقعية إلى إحدى محاكم القانون العام في وستمنستر من قبل هيئة محلفين باعتبار انها قضية مزورة. كانت القضية المزورة هي إبلاغ لضمير المحكمة، ويمكن ان يتم تجاهلها من قبل المستشار. وكانت أيضاً خيالًا قانونيًا عن طريق الإشارة إلى أنه تم وضع عقد رهن بين طرفين مهتمين في الحفاظ على الإيجابيات والسلبيات لبعض المقترحات. ألغى قانون الألعاب رقم 1845، القسم 19، القضية المزورة وشرط أن توضح هذه القضية النظر في مسألة الحقيقة لتكون محل النزاع بدلاً من الرهان. حدث نفس الإلغاء في نيويورك بالمادة 72 من قانون الحقل في عام 1850. في وات ضد ستارك 101 (1879) ذكرت المحكمة العليا للولايات المتحدة أن «حكم هيئة المحلفين في القضية الخارجة عن الصدفة هي أمر للاستشارة فقط». تنص القاعدة 23 من قانون الأسهم الفيدرالية، السارية عام 191، في قضايا حقوق الملكية عندما تطرح اسئلة قابل للتحكيم من قبل هيئة المحلفين الاستشارية، تُعقد محاكمة لهيئة المحلفين على جانب الأسهم دون نقلها إلى الجانب القانوني لمحكمة مقاطعة الولايات المتحدة. في عام 1938، أذنت القاعدة الفيدرالية للإجراءات المدنية 39 (ج) (1) في أي إجراء ليس قابل للاستعانة بالحق بواسطة هيئة المحلفين الاستشارية، التي قد يكون لدى المحكمة التي تتعامل معها أو بمفردها أي قضية تنظر فيها هيئة المحلفين الاستشارية.

## مزيد من القراء
- "Practice and Potential of the Advisory Jury". The Harvard Law Review Association. ج. 100 ع. 6: 1363–1381. أبريل 1987. DOI:10.2307/1341163. JSTOR:1341163.